# Toni Koy
Toni Koy (* 28. März 1896 in Wormditt, Ermland; † 14. Juni 1990 in Annaberg-Buchholz, Kreis Annaberg, Bezirk Chemnitz) war eine deutsche Goldschmiedin.

## Leben
Toni Koy besuchte die Kunstakademie Königsberg und die Staatliche Zeichenakademie Hanau. 1936 legte sie vor dem Deutschen Werkbund die Meisterprüfung zur Goldschmiedin ab. Sie blieb in Königsberg und spezialisierte sich früh auf die kunstvolle Verarbeitung von Bernstein in ihrer Werkstatt in Königsberg, die sie 1921 eröffnet hatte. Besonders gern verarbeitete sie Inklusen. Für sie verlangte die Einzigartigkeit jedes Bernsteinstückes zwingend eine individuelle Bearbeitung. Das erklärt auch ihre mitunter kargen Silberfassungen der Bernsteine. In Zusammenarbeit mit Hermann Brachert und Jan Holschuh mehrte sie den Ruhm der Königsberger Bernsteinmanufaktur. Viele ihrer Sportpreise standen im Zeichen des Nationalsozialismus. Nach der Flucht aus Ostpreußen betrieb sie noch über 30 Jahre, von 1945 bis 1975, eine eigene Werkstatt in Annaberg-Buchholz.

## Ausstellungen
- 1931–1941 regelmäßige Teilnahme an der Leipziger Messe
- 1934 Große Münchener Kunstausstellung in der Neuen Pinakothek (Glaspalastausstellung), Haus der Kunst München
- 1937 Internationale Ausstellung für Kunstgewerbe und moderne Architektur der Triennale in Mailand; Ehrendiplom
- Weltfachausstellung Paris 1937: Grand Prix (Preisträger des Gold- und Silberschmiedehandwerks): Goldkette mit Bernstein. Petschaft aus Silber und Bernstein. Goldring mit Bernstein sowie Bernsteinkette mit Gold. I. Preis, in Ausstellungsgemeinschaft mit der Staatlichen Bernsteinmanufaktur Königsberg
- 1938 Präsentation von Bernsteinarbeiten in Berlin
- 1940 VII. Triennale in Mailand, Ehrendiplom
- 1943 Ausstellung „Deutsche Wertarbeit“, im Kunstgewerbemuseum Zürich, 31. Oktober 1943 bis 12. Dezember 1943
- 1980 Tagung der Berufsgruppe Goldschmiede in Annaberg am 22. Mai, Thüringen,
- 1994/95 (postum) Ostpreußisches Landesmuseum, Lüneburg: Arbeiten Ostpreußischer Goldschmiedinnen: Käthe Kienast-Bantau, Toni Koy, Eva Strepkowski.